# Louis-Joseph Maurin

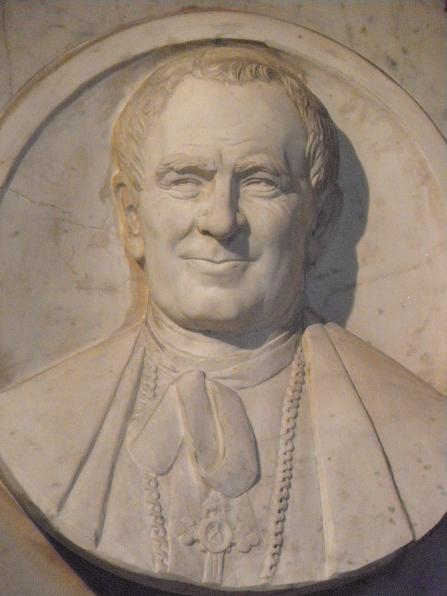
Bildnis des Kardinals auf seiner Grabstele (Kapelle der Erzbischof-Primaten in der Kathedrale von Lyon)

Kardinalswappen

Louis-Joseph Kardinal Maurin (* 15. Februar 1859 in La Ciotat, Frankreich; † 16. November 1936 in Lyon) war ein französischer Geistlicher, Erzbischof von Lyon und Primas von Frankreich.

## Leben
Louis-Joseph Maurin studierte am Päpstlichen Französischen Seminar in Rom die Fächer Katholische Theologie und Philosophie und empfing am 8. April 1882 das Sakrament der Priesterweihe. Ab 1882 arbeitete er als Seelsorger in verschiedenen Gemeinden der Diözese Marseille und Dozent am Institute Belzunce. 1906 wurde er Generalvikar und 1909 Rektor des Schreins von Notre-Dame de la Garde.
1911 ernannte ihn Papst Pius X. zum Bischof von Grenoble. Die Bischofsweihe empfing er am 24. Oktober 1911 durch den Erzbischof von Bordeaux, Pierre-Paulin Kardinal Andrieu; Mitkonsekratoren waren Joseph Antoine Fabre, Bischof von Marseille, und Dominique Castellan, Bischof von Digne. 1916 beauftragte ihn Papst Benedikt XV. mit der Leitung des Erzbistums Lyon und nahm ihn noch im gleichen Jahr als Kardinalpriester mit der Titelkirche Santissima Trinità al Monte Pincio in das Kardinalskollegium auf. Von 1918 bis 1919 war er gleichzeitig Apostolischer Administrator in Langres. Louis-Joseph Maurin fungierte bei mehreren Anlässen als Päpstlicher Gesandter.
Er starb am 16. November 1936 in Lyon und wurde in der dortigen Kathedrale beigesetzt.